# Uovo sul cocchio con cherubino
L'Uovo sul cocchio con cherubino è uno delle uova imperiali Fabergé: un uovo di Pasqua gioiello che il penultimo Zar di Russia, Alessandro III, donò a sua moglie, la Zarina Marija Fëdorovna Romanova nel 1888, probabilmente il 24 aprile.
Fu fabbricato a San Pietroburgo sotto la supervisione del gioielliere russo Peter Carl Fabergé della Fabergè.
È uno delle otto uova imperiali Fabergé andate perdute, per cui non se ne conoscono i dettagli.

## Proprietari
Nel 1891 l'uovo era custodito nel Palazzo di Gatčina dove rimase fino alla Rivoluzione russa, nel 1917, quando fu confiscato dal Governo provvisorio con molti altri tesori imperiali e trasportato all'Armeria del Cremlino a Mosca insieme ad una quarantina di altre uova;
nel 1922 l'uovo fu trasferito al Sovnarkom, dopo di che se ne perdono le tracce.
Negli anni trenta Victor e Armand Hammer potrebbero avere acquistato l'uovo:
in un catalogo di vendita per l'esposizione organizzata nel 1934 da Armand Hammer presso Lord & Taylor a New York è descritto un "amorino d'argento in miniatura che tiene una carriola con uovo di Pasqua, realizzato da Fabergé, gioielliere di corte" che sembra rispecchiare il cherubino con l'uovo sul cocchio. 
Armand Hammer potrebbe essere stato all'oscuro dell'importanza di questo oggetto, se si trattava in effetti dell'uovo imperiale del 1888, poiché non fece alcuno sforzo per pubblicizzarlo come era solito fare con gli oggetti imperiali.
In definitiva non sappiamo se questo era l'uovo del 1888 e dove si trova oggi.

## Descrizione

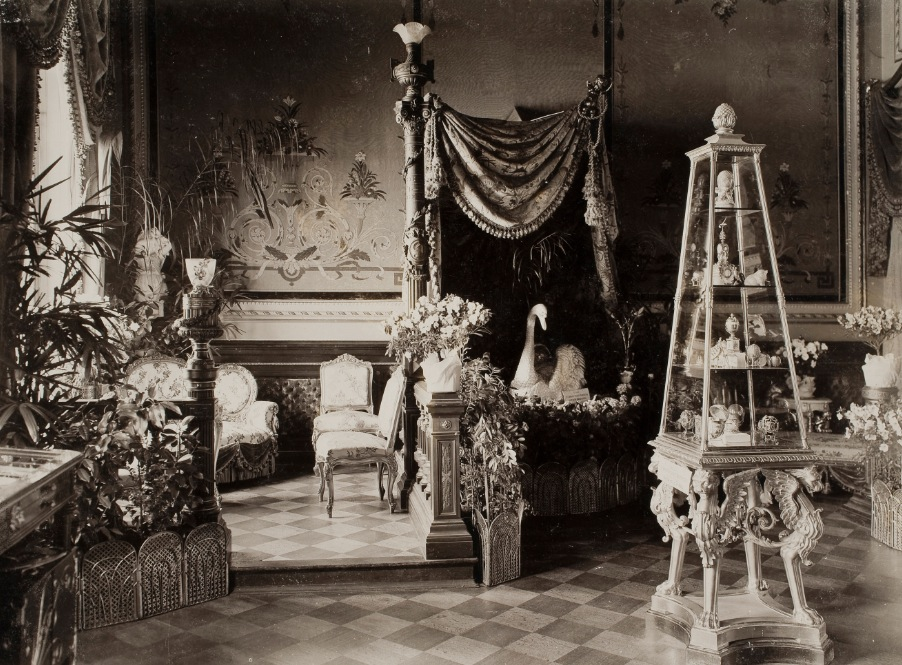
La vetrina piramidale con gli oggetti Fabergé dell'imperatrice vedova Marija Fëdorovna, in mostra nel marzo 1902 nella Von Dervis Mansion, a San Pietroburgo.

Non si conoscono i dettagli dell'Uovo sul cocchio con cherubino, esiste una sola fotografia nella quale si scorge, ma nascosto da un altro uovo e in un riflesso sfocato.
Nell'Archivio Storico di Stato Russo a Mosca è conservato un elenco manoscritto delle uova imperiali dal 1885 al 1890, nel quale il dono è brevemente descritto come "Angelo che tira un carro con uovo - 1.500 rubli, angelo con un orologio in un uovo d'oro 600 rubli."
secondo Marina Lopato questa descrizione significa che l'orologio è all'interno dell'uovo d'oro, che è sul carro trainato dall'angelo.
La fattura di Fabergé reca una descrizione simile, elencando separatamente un cherubino che tira un carro con un uovo del costo di 1.500 rubli d'argento e un cherubino con orologio in un uovo d'oro del costo di 600 rubli.
Queste due descrizioni sono confermate nell'inventario del 1917 del tesoro imperiale sequestrato che recita "uovo d'oro decorato con brillanti, uno zaffiro; con un supporto d'argento dorato in forma di un carro a due ruote con un putto."

### Sorpresa
La sorpresa probabilmente era un orologio posto dentro l'uovo sul cocchio, anche se i dettagli esatti non sono noti.